# Records Eredivisie seizoen 2008/09
Hier komen noemenswaardige records van de Eredivisie gedurende het seizoen 2008/2009.

## Wedstrijden
- Doelpuntrijkste wedstrijd in de Eredivisie: 8 doelpunten bij PSV - Ajax (uitslag 6-2) 31e speelronde FC Twente - Sparta Rotterdam (uitslag 6-2) 14e speelronde FC Volendam - PSV (uitslag 3-5) 22e speelronde;
- Doelpuntrijkste gelijkspel in de Eredivisie: 3-3 sc Heerenveen - AZ 9e speelronde en De Graafschap - Sparta Rotterdam 12e speelronde
- Meeste doelpunten door 1 club tijdens één wedstrijd: 7 doelpunten Ajax bij Ajax - Willem II (uitslag 7-0) 30e speelronde
- Grootste thuiszege: 7-0 Ajax - Willem II 30e speelronde
- Grootste uitzege: 0-6 De Graafschap - Ajax 16e speelronde
- Beste thuis-resultaten: AZ 40 punten in 15 wedstrijden
- Beste uit-resultaten: AZ 36 punten in 15 wedstrijden
- Grootste verschil tussen thuis- en uit-resultaten: sc Heerenveen 17 punten
- Kleinste verschil tussen thuis- en uit-resultaten: NEC 3 punten

## Spelers
- Meeste wedstrijdminuten in de Eredivisie:
- Jongste speler in de Eredivisie: Gévero Markiet (FC Utrecht) 17 jaar en 144 dagen
- Oudste speler in de Eredivisie: Rob van Dijk (Feyenoord) 39 jaar en 257 dagen
- Langst niet gepasseerde keeper in de Eredivisie: Sergio Romero (AZ) 939 minuten
- Langst niet gepasseerde verdediging in de Eredivisie: AZ 939 minuten
- Meeste wedstrijden "de Nul": 16x Sergio Romero (AZ)
- Meeste wedstrijden ongeslagen op rij: AZ 28 duels
- Jongste doelpunten maker: Rafael Uiterloo (FC Utrecht) 17 jaar en 257 dagen.
- Jongste scorende debutant: Rafael Uiterloo (FC Utrecht) 17 jaar en 257 dagen.

## Doelpunten
- Meeste doelpunten in de Eredivisie: Mounir El Hamdaoui (AZ) 23 doelpunten
- Meeste doelpunten in één Eredivisiewedstrijd: Marcus Berg (FC Groningen) 4 doelpunten bij Roda JC - FC Groningen (uitslag 2-5)
- Meeste wedstrijden achtereen gescoord: Mounir El Hamdaoui (AZ) 7 wedstrijden
- Meeste penalty's benut: Luis Alberto Suárez (Ajax) 7 penalty's
- Snelste doelpunt in de Eredivisie: 0 minuten en 32 seconden Mounir El Hamdaoui (AZ) tegen Sparta Rotterdam 5e speelronde.
- Snelste hattrick in de Eredivisie: Marcus Berg (FC Groningen) in 9 minuten tijd (tussen de 50e en 59e minuut (2 penalty's)) 16e speelronde
- Meeste doelpunten in één speelronde: 37 doelpunten in speelronde 14; 36 doelpunten in speelronde 1 en speelronde 5
- Meeste doelpunten in totaal: Ajax 70 doelpunten
- Beste doelsaldo: AZ +46
- Meeste tegendoelpunten in totaal: FC Volendam 63 tegendoelpunten
- Slechtste doelsaldo: De Graafschap -34
- Minste doelpunten in totaal: De Graafschap 21 doelpunten
- Minste tegendoelpunten in totaal: AZ 15 tegendoelpunten

## Kaarten
- Snelste gele kaart in de Eredivisie vanaf begin wedstrijd: Diego Biseswar (Feyenoord)  3 s 21 september 2008)
- Snelste rode kaart in de Eredivisie vanaf begin wedstrijd: Oluwafemi Ajilore (FC Groningen) 2 minuten
- Snelste rode kaart in de Eredivisie vanaf invalsbeurt: Jack Tuyp (FC Volendam) 51 seconden
- Meeste gele kaarten tijdens het seizoen: Mihai Neșu (FC Utrecht) 10 gele kaarten
- Meeste rode kaarten tijdens het seizoen: Joost Volmer (De Graafschap) 2 rode kaarten

## Transfers
- Duurste binnenlandse transfer: Miralem Sulejmani, van sc Heerenveen naar Ajax voor € 16,25 miljoen
- Duurste transfer van buitenland naar Eredivisie: Darío Cvitanich van C.A. Banfield naar Ajax voor € 6,5 miljoen
- Duurste transfer van Eredivisie naar buitenland: Klaas-Jan Huntelaar van Ajax naar Real Madrid voor € 27 miljoen.